# Kenneth McDuff
Kenneth Allen McDuff (* 21. März 1946 in Paris, Texas; † 17. November 1998 in Huntsville, Texas) war ein US-amerikanischer Serienmörder, der als Broomstick-Killer (engl.: Besenstiel-Mörder) in die Kriminalgeschichte einging. McDuff ermordete 1966 drei Jugendliche und wurde zum Tode verurteilt, jedoch 1989 aufgrund einer Gefängnisreform und Bestechung vorzeitig entlassen. Bis Mai 1992 ermordete er mindestens sechs weitere Menschen, wurde erneut zum Tode verurteilt und schließlich hingerichtet.

## Jugend und Dreifachmord
McDuff wurde als Sohn von John und Addi McDuff geboren und wuchs in Rosebud (Falls County), Texas, auf. Schon als Kind und Jugendlicher war er in der Nachbarschaft als Schläger und Kleinkrimineller gefürchtet, der auch mit den Waffen seiner Eltern hantierte und damit auf lebende Tiere schoss.
McDuff wurde am 22. Januar 1965 in 12 Punkten des Raubes und Diebstahls für schuldig befunden und für jedes der Delikte zu einer Haftstrafe von vier Jahren verurteilt, was einer Gesamtfreiheitsstrafe von 48 Jahren entsprochen hätte. Da der Richter jedoch anordnete, diese Strafen gleichzeitig zu verbüßen, hätte er lediglich vier Jahre im Gefängnis verbüßen müssen, wurde jedoch bereits am 27. Dezember desselben Jahres auf Bewährung entlassen.
Am 6. August 1966 fuhr er mit seinem Freund Roy Green nach Fort Worth, um eine gemeinsame Bekannte zu besuchen. Danach, es war bereits spät am Abend, hielt McDuff aus ungeklärten Gründen in der Nähe eines Wagens im Tarrant County an. In diesem Fahrzeug befanden sich der 17-jährige Robert Brand, dessen 16-jährige Freundin Edna Sullivan und Brands 15-jähriger Cousin Marcus Dunman, die kurz zuvor eine Vorstellung in einem Autokino besucht hatten. McDuff stieg aus seinem Wagen und zwang die drei Insassen mit vorgehaltener Waffe, in den Kofferraum ihres eigenen Wagens zu steigen. Anschließend fuhr er mit dem Wagen und den drei Personen im Kofferraum auf ein entlegenes Feld, während ihm Green mit seinem Fahrzeug folgte. Dort angekommen zwang McDuff die junge Edna Sullivan, in seinen Wagen umzusteigen und tötete die beiden jungen Männer noch im Kofferraum liegend mit sechs Schüssen. Danach fuhren sie an einen weiteren entlegenen Ort, wo sie Sullivan mehrfach vergewaltigten und McDuff sie schließlich mit einem Besenstiel erstickte. Die Leiche warfen sie in nahe gelegene Büsche und fuhren nach Hause.
Nach zwei Tagen jedoch stellte sich Green freiwillig der Polizei und legte ein umfassendes Geständnis ab, worauf McDuff verhaftet wurde. Am 15. November 1966 wurde McDuff wegen dreifachen Mordes zum Tode durch den elektrischen Stuhl verurteilt und in den Todestrakt der Ellis Unit überstellt. Zweimal wurde seine Hinrichtung in der Huntsville Unit in letzter Minute abgebrochen, ehe 1972 die Todesstrafe in den Vereinigten Staaten für verfassungswidrig erklärt wurde und sämtliche Todesstrafen in lebenslange Freiheitsstrafen umgewandelt wurden.

## Freilassung und erneute Morde
Aufgrund massiver Überbelegung der texanischen Gefängnisse ordnete Gouverneur Bill Clements die Freilassung von 750 Häftlingen pro Woche an. Dabei sollten ausschließlich „low risk“-Gefangene, also Personen, die ein geringes Sicherheitsrisiko darstellen, entlassen werden. Später wurde die Entlassungswelle auf ehemalige Todestraktinsassen und Mörder ausgedehnt, die z. B. aufgrund ihres Alters oder Gesundheitszustandes keine Gefahr mehr für die öffentliche Sicherheit darstellen. Addi McDuff nutzte diese Gelegenheit, um ihren Sohn aus dem Gefängnis zu holen, und bestach ein Mitglied des Bewährungsausschusses mit 25.000 US-Dollar, worauf McDuff am 11. Oktober 1989 auf Bewährung entlassen wurde. Er arbeitete fortan an einer Tankstelle und besuchte das Texas State Technical College in Waco.
Lediglich drei Tage nach seiner Freilassung in Temple wurde dort auf einem Feld die nackte Leiche der ermordeten Prostituierten Sarafia Parker aufgefunden.
Wegen Morddrohungen gegen einen Jugendlichen kam er erneut in Haft, wurde jedoch am 18. Dezember 1990 wieder entlassen.
Am 10. Oktober 1991 entführte er die Prostituierte Brenda Thompson in Waco. An einer Verkehrskontrollstelle der Polizei wurde sie zuletzt lebend gesehen, als sie gefesselt versuchte, aus dem Truck von McDuff zu entkommen. Obwohl die Beamten sofort die Verfolgung aufnahmen, konnte McDuff in der Dunkelheit in einem Waldgebiet entkommen. Die Leiche der ermordeten Brenda Thompson wurde erst am 3. Oktober 1998, rund neun Meilen von Waco entfernt, aufgefunden.
Am Abend des 15. Oktober 1991 wurde die Prostituierte Regenia Moore dabei beobachtet, wie sie in Waco in McDuffs Fahrzeug einstieg. Sie wurde am 30. September 1993 ermordet an einem Fluss bei Waco aufgefunden.
Am 29. Dezember 1991 entführte er zusammen mit einem Komplizen Colleen Reed von einer Autowaschanlage in Austin. Ihr Leichnam wurde am Ufer des Brazos River bei Marlin aufgefunden.
Am 24. Februar 1992 wurde Valencia Joshua zuletzt mit McDuff lebend gesehen. Ihre Leiche wurde am 15. März unweit des State Technical College in Waco aufgefunden.
Am 1. März 1992 entführte er die schwangere Melissa Northrup von ihrer Arbeitsstelle in Waco. Ihre Leiche wurde am 26. April 1992 von einem Angler gefunden.

## Verurteilung und Hinrichtung
Nach dem Fund der ersten Frauenleichen geriet sofort McDuff ins Visier der Fahnder. Da einige der Frauen, die nun als vermisst gemeldet oder tot aufgefunden worden waren, zuletzt mit McDuff gesehen wurden und auch sein Komplize beim Mord an Colleen Reed gegen ihn aussagte, wurde Haftbefehl gegen ihn erlassen, dem er sich jedoch durch Flucht entzog. Am 4. Mai 1992 wurde McDuff in Kansas City verhaftet, wo er unter neuem Namen als Müllmann gearbeitet hatte. Sein Bild war in der TV-Sendung America’s Most Wanted ausgestrahlt worden, woraufhin ihn ein Passant erkannte.
Am 18. Februar 1993 wurde er wegen Vergewaltigung und Mordes an Melissa Northrup zum Tode verurteilt. Am 2. März 1994 wurde er auch der Vergewaltigung und des Mordes an Colleen Reed für schuldig befunden. Seine Todesstrafe wurde am 28. April 1998 von einem Berufungsgericht bestätigt. Nach mehreren erfolglosen Gnadengesuchen wurde er schließlich am 17. November 1998 in der Huntsville Unit mit der Giftspritze hingerichtet. Seine letzten Worte: „I’m ready to be released. Release me“ (dt.: „Ich bin bereit erlöst zu werden. Erlöst mich“).
Da sich kein Angehöriger oder Bekannter fand, der die Leiche übernehmen wollte, wurde er im gefängniseigenen „Captain Joe Byrd-Friedhof“ der Huntsville Unit beerdigt.

## Trivia
McDuff zählt zu den bekanntesten Kriminellen des Bundesstaates Texas. Er ist die einzige Person der texanischen Geschichte, die zum Tode verurteilt, wieder freigelassen und wegen eines erneuten Verbrechens wieder zum Tode verurteilt und schließlich auch hingerichtet wurde. Einzigartig ist dabei auch, dass er zu zwei verschiedenen Hinrichtungsarten verurteilt wurde (elektrischer Stuhl, Giftspritze).
Die ungewöhnliche Ermordung eines seiner Opfer mittels Besenstiel (engl.: broomstick) brachte ihm den Namen Broomstick-Killer ein. Noch viel ungewöhnlicher war jedoch die Tatsache, dass McDuff trotz eines besonders brutalen Dreifachmordes nach 23 Jahren wieder auf Bewährung entlassen wurde. Eine Gefängnisreform, die eine Entlassung von mehr als 60.000 Häftlingen vorsah, und die Bestechung eines Beamten des Bewährungsausschusses hatten dies ermöglicht. Nach McDuffs erneuter Inhaftierung 1992 wurden neue Gesetze verabschiedet, die eine strengere Überprüfung von Haftentlassungen und eine verschärfte Überwachung von Entlassenen durch Bewährungshelfer gewährleisten sollen. Diese Gesetze werden in Texas umgangssprachlich als „McDuff-Gesetze“ bezeichnet.
Wie viele Menschen McDuff wirklich ermordete, ist ungewiss. Neun Morde gelten als sicher, für fünf davon wurde er verurteilt. Die Ermittler gehen jedoch davon aus, dass mindestens 14 Mordfälle auf sein Konto gehen dürften. McDuff selbst hat sich nie zu weiteren Verbrechen geäußert.